# Давлетов, Баян Еркеевич
Бая́н Ерке́евич Давле́тов (тат. Баян Еркәй улы Дәүләтов; 8 марта 1924, Татарский Азибей, Татарская АССР — 21 октября 1943, Лоевский район, Гомельская область) — участник Великой Отечественной войны, командир взвода 1281-го стрелкового полка 60-й стрелковой дивизии 65-й армии Центрального фронта, лейтенант. Герой Советского Союза (1943, посмертно).

## Биография
Родился 8 марта 1924 года в селе Татарский Азибей в семье крестьянина. Татарин.
Окончил семь классов неполной средней школы. Работал в колхозе.
В 1942 году призван в ряды Красной Армии. Окончил военное училище. В боях Великой Отечественной войны — с мая 1943 года. Воевал на Центральном фронте. Участник Курской битвы.
Командир взвода 1281-го стрелкового полка комсомолец лейтенант Баян Давлетов первым со взводом форсировал Днепр. 17 октября 1943 года вёл ожесточённый бой за деревню Бывалки Лоевского района Гомельской области, уничтожил пулемёты противника, что способствовало успешному наступлению батальона.
21 октября 1943 года погиб в бою. Похоронен в деревне Бывальки.

## Награды и звания
- Указом Президиума Верховного Совета СССР от 30 октября 1943 года за мужество и героизм, проявленные при форсировании Днепра и удержании плацдарма на его правом берегу, лейтенанту Баяну Еркеевичу Давлетову посмертно присвоено звание Героя Советского Союза.
- Награждён орденом Ленина.

## Память
- Именем Героя названа улица в с. Актаныш Актанышского района Республики Татарстан.
- Имя Б. Е. Давлетова носила пионерская дружина Татарско-Суксинской средней школы Актанышского района.
- Имя Героя носит одна из улиц в д. Бывальки Лоевского района Гомельской области.

## Комментарии
1. 1 2  Село Татарский Азибей, входившее в состав Мензелинского уезда (с 1920 года — кантона), упразднено в 1972 году[1]. Ныне — территория (55°49’53"N 53°33’23"E)[2] Актанышского района Татарстана.